# Bokwai
Bokwai ou Bokwae ou Wokwae est une localité du Cameroun, située dans l'arrondissement de Buéa, le département du Fako et la région du Sud-Ouest.

## Population
En 1953, Bokwai avait 304 habitants. En 1968, Bokwai comptait 268 habitants, principalement des Bakweri. Lors du recensement de 2005, on a dénombré 1026 personnes.